# Hercules (serie televisiva)
Hercules (Hercules: The Legendary Journeys) è una serie televisiva neozelandese e statunitense. È stata prodotta dal 1995 al 1999 ed è vagamente basata sui racconti dell'eroe culturale Ercole. Venne prodotta per sei stagioni diventando uno degli show più seguiti nella storia della televisione americana.
La serie è stata preceduta da 5 film televisivi andati in onda nel 1994 negli Stati Uniti: Hercules e le donne amazzoni (Hercules and the Amazon Women), Hercules e il regno perduto (Hercules and the Lost Kingdom), Hercules e il cerchio di fuoco (Hercules and the Circle of Fire), Hercules nell'inferno degli dei (Hercules in the Underworld), e Hercules nel labirinto del Minotauro (Hercules in the Maze of the Minotaur), usati principalmente per lanciare la serie TV.
In Italia, i 5 film televisivi sono stati accorpati alla prima stagione del telefilm. La serie infatti debuttò su Italia 1 in prima serata sabato 21 settembre 1996 alle 20:30, trasmettendo in prima TV il primo dei 5 film. In seguito, a causa degli ascolti in declino, la serie venne spostata prima al pomeriggio e poi in mattinata.

## Descrizione
(Sergio Fiorentini - Introduzione narrata sui titoli di testa)
Ambientato in una fantastica versione della Grecia antica non precisamente localizzata nel tempo, lo show vede come protagonista Kevin Sorbo nei panni di Hercules affiancato da Michael Hurst nei panni del suo fidato amico Iolao. Le vicende narrate riguardano l'intento di Hercules e Iolao di salvare persone e villaggi da mostri, forze del male, egoismo degli dèi e quant'altro. Nei primi episodi, come viene menzionato nella sigla, la principale nemica di Hercules era la sua matrigna Giunone, che cercava di distruggerlo servendosi di vari mostri, poiché egli era la testimonianza vivente dell'infedeltà del marito, Giove. In seguito nella serie, il malvagio dio della guerra, Marte, sostituisce Era nel ruolo di principale antagonista. Verso la fine della serie lo stesso Marte viene sostituito nel suo ruolo dal dio malvagio Dahak, il principale nemico di Hercules nella stagione 5 che porta l'eroe a dover recarsi a Babilonia, in Scandinavia e in Irlanda. Sebbene Hercules dica che Giove l'ha trascurato, l'amore di questo per Hercules viene più volte documentato nel telefilm. In effetti, Hercules è spesso nominato come il "figlio favorito di Giove". Giove appare parecchie volte, persino per salvare la vita del figlio e restituendogli la sua forza sovrumana quando ce n'è bisogno. Hercules, da parte sua, è sempre disponibile ad aiutare il padre quando chiede aiuto e alla fine i due si riappacificano.
Nei primi episodi della serie gli dèi non avevano forma umana ma si manifestavano attraverso le forze della natura (tranne Zeus): per esempio, Marte si manifestava o tramite la luna o tramite una pozza di sangue oppure in forma mostruosa. Solo in seguito assunsero forma umana.
Lo show ha avuto uno spin-off di successo: Xena - Principessa guerriera, con il quale Hercules condivide alcuni personaggi come Marte (Kevin Tod Smith), Autolico (Bruce Campbell), Salmoneo (Robert Trebor) e Venere (Alexandra Tydings). Entrambi gli show, sebbene prodotti in Nuova Zelanda usando attori principalmente locali, che parlano con un accento americano, sono divenuti di fama mondiale.

## Trama

### Prima stagione
Giunone, da sempre adirata con Hercules il quale è il figlio illegittimo nato dal tradimento del marito Giove con l'umana Alcmena, uccide la famiglia del semidio bruciando vivi la moglie di Hercules e i loro tre figli. In un primo momento Hercules è adirato dal dolore, ma questo non lo distoglie dal voler combattere per proteggere gli indifesi dalle ingiustizie.
Aiutato dal suo migliore amico Iolao, egli affronta ogni tipo di nemico che gli si para davanti, Hercules non crede nella benevolenza degli Dei, infatti li considera una minaccia all'umanità e non esita a sfidarli pur di far valere la giustizia. Oltre a Giunone, un'altra divinità che gli è nemica è il suo fratellastro Marte, il dio della guerra. Tra i personaggi che fanno la loro prima apparizione figurano la guerriera Atalanta, il commerciante Salmoneo, e la dea Nemesi (interesse amoroso di Hercules) che più volte aiuteranno il protagonista nelle sue avventure.
In un ciclo di episodi, la trilogia della principessa guerriera, la strada di Hercules e Iolao incrocia quella di Xena, la spietata combattente che seduce Iolao nel tentativo di rivoltarlo contro Hercules, ma il suo piano fallisce. Tuttavia Xena nasconde un animo buono, si innamora di Hercules il quale la convince a cambiare vita, i due affrontano insieme lo spietato signore della guerra Darphus il quale è aiutato da Marte, ma con gli sforzi congiunti di Hercules e Xena, il crudele Darphus muore.

### Seconda stagione
Tra i nuovi personaggi che fanno la loro prima apparizione c'è il ladro Autolico, benché Hercules disapprovi il suo stile di vita criminale, diventa comunque un suo alleato, tra l'altro appaiono anche le divinità Venere la dea dell'amore e Plutone il dio dell'oltretomba che nonostante le divergenze con loro saranno più volte di aiuto per Hercules.
Riappare Nemesi, la quale però non è più fedele a Giunone come prima tanto che quest'ultima la punisce privandola della sua divinità, condannandola a una vita mortale. Echidna, la donna mostro, tenta di eliminare Hercules e Iolao in più occasioni, adirata con il figlio di Giove il quale le ha ucciso i suoi figli dato che ormai erano diventati tutti servi di Giunone. Tuttavia Hercules aiuta Echidna a ricongiungersi con il suo sposo, il gigante Tifone, era stata Giunone a dividerli, e questo permette ad Echidna di accantonare l'odio per Hercules.
Alcmena annuncia a Hercules e Iolao la proprie nozze, il suo futuro sposo è Giasone, il grande guerriero nonché amico di lunga data di Iolao e Hercules. Giunone, tramite i propri servi, tenta di distruggere la cerimonia di nozze, ma Hercules riesce a sabotare i suoi piani, infine Alcmena e Giasone diventano marito e moglie.

### Terza stagione
Hercules deve affrontare nuovi nemici, ad esempio la crudele e spietata guerriera Callisto, oltre al dio Strife (fedele braccio destro di Marte). Hercules ritrova l'amore in Serena, una delle vestali di Marte, ma lei è anche l'ultima Cerva d'Oro: Giove le sterminò per via del loro sangue che è capace di uccidere gli Dei.
Hercules chiede a Serena di sposarlo ma Marte lo priva della sua metà divina oltre a trasformare Serena in un'umana. Infatti gli Dei temevano una discendenza così pericolosa da minacciarli, e quindi il loro matrimonio è stato approvato solo se avessero accettato di essere due normali esseri umani. La felicità di Hercules dura poco, Strife uccide Serena e cerca di far ricadere la colpa su Hercules, ma grazie a Iolao e Xena, il suo inganno viene alla luce, Giove quindi pur non potendo riportare in vita Serena, permette a Hercules di tornare a essere un semidio.
Hercules e Autolico usano la Pietra di Cronos e viaggiano nel tempo, nel passato proprio quando Giove uccise le Cerve d'Oro e Marte fece di Serena la sua protetta. Hercules usando un pugnale bagnato con il sangue di Serena, minaccia di morte il suo fratellastro che si vede costretto ad accettare la sua richiesta trasformando Serena in una normale umana. Autolico e Hercules usano la Pietra di Cronos e tornano nel presente scoprendo che Serena, ora che gli eventi sono cambiati, conduce una vita felice essendosi sposata e avendo avuto una figlia.

### Quarta stagione
Tra le nuove divinità nemiche che vengono introdotte ci sono il fratellastro di Hercules, il dio del Sole Apollo, e Discordia la quale è fedele a Marte. Appare anche un nuovo personaggio, Nebula, guerriera a capo di un gruppo di pirati che diventa amica di Hercules e Iolao.
Hercules scopre che Nemesi, ora che è umana, essendosi concessa a Marte ha avuto da lui un figlio, il piccolo Evander, il padre vuole impadronirsene visto che il piccolo rivela un potere sconfinato, ma Hercules e Iolao impediscono a Marte e Discordia di mettere le mani sul bambino. Appaiono per la prima volta le versioni di Hercules e Iolao appartenenti a una realtà parallela dove Hercules è un malvagio tiranno mentre Iolao un giullare che tenta di spodestare il suo regno del terrore. Alcuni episodi sono dedicati anche alla gioventù di Hercules, Iolao e Giasone, ai tempi in cui erano dei guerrieri alle prime armi.
Callisto, tramite il sangue della Cerva d'Oro, bagna un pugnale e lo usa per uccidere Strife: la spietata guerriera torna indietro nel tempo per uccidere Alcmena prima che lei dia alla luce Hercules, sperando di eliminarlo impedendone la nascita, ma Marte aiuta Iolao facendolo viaggiare nel tempo salvando Alcmena e con lei Hercules.
Purtroppo Hercules deve affrontare un momento molto difficile quando Alcmena muore lasciando vedovo Giasone, infatti era gravemente malata. Giove sorprende Hercules proponendogli di diventare un Dio e di dividere con lui il titolo di Re degli Dei, visto l'affetto che legava Giove ad Alcmena ha aspettato che lei morisse prima di rendere Hercules una divinità evitando che Alcmena si separasse dal figlio. 
Hercules nella speranza di aiutare il genere umano con un maggiore contributo accetta, Giove fa di lui un Dio, ma poi scopre che voleva Hercules dalla sua parte perché Giunone, Marte e Apollo si erano rivoltati contro di lui. Per merito dei suoi poteri divini, Hercules sconfigge Marte e Apollo, infine affronta Giunone e la sigilla nell'Abisso dell'Averno. Dopo quando accaduto Hercules decide di tornare a essere un semidio, rifiuta l'offerta del padre ritenendo che solo stando a stretto contatto con la gente egli può realmente aiutare le persone.

### Quinta stagione
Hercules e Iolao scoprono che Nebula è la sorella di Gilgamesh il re della Sumeria, egli li fa convocare nel suo regno nella speranza di aiutarlo a liberarlo dall'oppresione degli Dei, ma in realtà è tutto un inganno: Gilgamesh vuole uccidere Nebula pugnalandola al cuore in modo che Dahak (l'entità malvagia a cui ha giurato devozioni) giunga nel loro mondo. Iolao, che ormai si è innamorato di Nebula, si sacrifica al suo posto e Gilgamesh lo uccide pugnalandolo al cuore.
Hercules uccide Gilgamesh e dopo la perdita di Iolao, devastato dal dolore, si sta trasformando in una persona disillusa e amareggiata, ormai sembra privo della voglia si combattere che prima lo animava. Tuttavia si reca in Irlanda dove conosce il druido Mabon che lo aiuta a ritrovare la sua serenità. Hercules si innamora della guerriera Morrigan, la quale all'inizio si presenta come una persona crudele, ma in realtà è schiava del suo padrone, lo spietato dio Kernunnos dal quale ha avuto una figlia, Brigida. Hercules aiuta Morrigan a redimersi e a farla diventare un druido, infine Hercules e Morrigan affrontano insieme Kernunnos il quale muore per mano di Morrigan che finalmente può vivere una vita serena con la piccola Brigida.
Scoprendo che Balder, dio della Scandinavia, è in pericolo, Hercules giunge lì e lo salva dato che il dio Loki con l'aiuto di un'entità oscura stava progettando di eliminare Balder, in questo modo Hercules impedisce il Ragnarǫk. Tornato in Irlanda, però, scopre che l'entità oscura che si era alleata con Loki è in realtà Dahak che ha ucciso tutti i druidi tranne Morrigan. Hercules decide quindi di tornare in Sumeria accompagnato da Morrigan, dove Nebula ora è la regina, fa la sua apparizione Iolao, ma quello è solo il suo corpo, a manovrarlo è Dahak. Egli necessitava del cuore di un guerriero, e benché Gilgamesh non gli avesse offerto quello di Nebula, ha ottenuto quello di Iolao.
Dahak si reca in Grecia e spacciandosi per Iolao, affermando di essere diventato una divinità dopo aver assunto l'ambrosia, diventa il solo dio venerato dai greci. Hercules, aiutato da Morrigan, Nebula e Giasone, tenta di sconfiggere Dahak, trova un alleato in Zarathustra, il primo uomo che si fece plagiare da Dahak portandolo nel loro mondo. Hercules e Zarathustra usano la Pietra della Creazione per indebolire Dahak ed esorcizzarlo. Dahak uccide Zarathustra ma Hercules riesce a stabilire un contatto con l'anima di Iolao, e insieme bandiscono Dahak dal loro mondo.
Nonostante l'amore tra Hercules e Morrigan, i due prendono strade diverse, lei preferisce tornare in Irlanda lasciando che Hercules possa continuare a proteggere la Grecia. Marte uccide l'Hercules della realtà parallela, proprio in quel piano dimensionale ha confinato gli Dei che volevano difendersi da Dahak, tuttavia Hercules si allea con lo Iolao di quella dimensione e insieme liberano gli Dei. Iolao, decide di seguire Hercules nella sua dimensione, sentendo che nella propria non aveva prospettive, inizia a viaggiare con Hercules ma poi i due si dividono quando Iolao si innamora della sirena Nautica, e per far sì che i due possano vivere il loro amore, Venere trasforma Iolao in una sirena così che lui e Nautica possano stare insieme.
Iolao torna in vita temporaneamente per avvertire Hercules di una terribile minaccia, infatti quando Iolao è morto per esorcizzare Dahak, è diventato un guerriro della Luce che ha inviato Michele a scatenare l'Apocalisse in modo da eliminare l'umanità e farla evolvere. Hercules, Iolao e Marte affrontano insieme Michele e i quattro cavalieri, ma quando Hercules era sul punto di sacrificare la propria vita per proteggere Iolao da uno dei cavalieri, Michele rinuncia all'Apocalisse ritenendo che la nobiltà d'animo di Hercules sia la prova che gli uomini possono ancora cambiare in meglio, infine Michele permette a Iolao di ritornare in vita.

### Sesta stagione
L'ultima stagione è più breve rispetto alle altre, inoltre questa non segue un determinato filo narrativo dal momento che ogni episodio ha una propria trama individuale. Tuttavia l'ultimo episodio porta alla conclusione degli eventi che hanno tirato le fila della serie, quando Giove si serve di Evander (il figlio di Marte e Nemesi che ormai è un fanciullo) per liberare Giunone dall'Abisso dell'Averno. Giove la ama ancora, e desidera riaverla al suo fianco in modo da essere un marito migliore.
Effettivamente Evander riesce a liberare Giunone dall'Abisso dell'Averno nel quale però erano confinati anche i Titani, inavvertitamente Evander libera due di loro, Oceano e Elios. Marte stringe un'alleanza con i due Titani sperando che con il loro aiuto possa eliminare gli Dei, infatti liberano un altro titano, il più forte, Atlante.
Hercules e Iolao affrontano insieme Oceano e Elios riuscendo a distruggerli, infine Hercules usa il potere di Giunone per pietrificare Atlante rendendolo inoffensivo. Purtroppo durante lo scontro tra Hercules e Atlante, il piccolo Evander inavvertitamente è morto, ciò però sancisce la riconciliazione tra Giove e Giunone che unendo i loro poteri riportano in vita il bambino, finalmente Hercules e Giunone smettono di essere nemici.

## Episodi
| Stagione         | Episodi | Prima TV originale | Prima TV Italia |
| ---------------- | ------- | ------------------ | --------------- |
| Prima stagione   | 13      | 1995               | 1996            |
| Seconda stagione | 24      | 1995-1996          | 1996-1997       |
| Terza stagione   | 22      | 1996-1997          | 1997-1998       |
| Quarta stagione  | 22      | 1997-1998          | 1998-1999       |
| Quinta stagione  | 22      | 1998-1999          | 1999-2000       |
| Sesta stagione   | 8       | 1999               | 2001            |

## Personaggi e interpreti

### Hercules
Hercules è il personaggio protagonista. Spesso (ma non sempre) accompagnato dal migliore amico Iolao, si premura di proteggere gli esseri umani da varie difficoltà, quali mostri, guerre e, in primis, egoismo degli dei. Questi sono, a suo parere spesso assenti o crudeli nei confronti dell'umanità: lui stesso è spesso (apparentemente) trascurato dal padre Giove, nonostante egli stesso sostenga che Hercules è il suo figlio favorito e spesso discute con lui. Suoi nemici principali sono la crudele Giunone e Marte. Proprio come la sua controparte mitologica, Hercules è il figlio del re dell'Olimpo, Zeus (Giove) e di una donna mortale, Alcmena. Egli ha sempre occupato un posto di primo piano nelle attenzioni di suo padre. Tuttavia questi si dimostra spesso assente e indolente verso i suoi doveri di padre. Hercules, anche per questo, aiuta spesso gli uomini, convinti di conquistarsi la benevolenza degli dei, a opporsi al loro egoismo. Nonostante le immani sofferenze che ha subito e che, nel corso della storia, continua a subire, continua sempre la sua lotta eterna contro gli dei e i loro seguaci. I due che in particolare lo perseguitano sono la matrigna, Era (Giunone), e il fratellastro, Ares (Marte), dio della guerra che gli è ostile per due ragioni: la prima, più esplicita, per il fatto che Hercules spesso ferma guerre e battaglie che sono invece il piacere di Ares stesso e l'altra, più intima, è per il fatto di essere messo in secondo piano dal padre rispetto a Hercules. Nonostante questo, i due si sono trovati in alcune occasioni dalla stessa parte per combattere divinità molto più forti: i due casi più lampanti sono il malvagio Dahak e il misterioso Mileto (che altri non è se non l'arcangelo Michele, inviato sulla terra per mettere alla prova il genere umano, prova vinta da Hercules per l'intera umanità). In tali occasioni è trasparso un minimo di affetto nei confronti del fratello. Il rispetto di Hercules nei confronti dell'umanità lo porterà in più occasioni a scontrarsi con gli dei e la sua forza sovrumana, ma soprattutto il suo sconfinato coraggio e l'amore che ha nei confronti dell'umanità, riesce ad avere la meglio su di loro. Altre divinità appaiono invece alleate di Hercules, ad esempio Afrodite (Venere) o Eros (Cupido). Altri invece appaiono dapprima suoi antagonisti, poi arrivano a ragionare con lui instaurando buoni rapporti, come Ade (Plutone). Nelle sue sfide, Hercules è molto spesso seguito dall'amico Iolao e, alcune volte, dal re di Corinto, Giasone. In ogni sua impresa è sempre aiutato da personaggi occasionali che spesso sono suoi vecchi amici: tra questi meritano un posto di primo piano Salmoneo, un personaggio un po' eccentrico, ma che si rivela sempre un amico sincero e il ladro Autolico, un personaggio altrettanto stravagante e, seppur disonesto, "buono". Le imprese di Hercules non si limitano alla sola Grecia: nella quinta stagione l'ascesa del malvagio Dahak lo costringerà a recarsi in vari luoghi a lui sconosciuti quali l'Irlanda, la Scandinavia e le terre di Babilonia; in altre circostanze si ritroverà in un mondo parallelo in cui sono presenti le stesse persone e divinità di quello "normale", ma con ruoli completamente opposti (Hercules è un malvagio sovrano, Ares il dio dell'amore, Eros il dio della guerra) facendo apparire il tutto alquanto grottesco. Hercules è sempre ben disposto verso il suo prossimo e aiuterà anche molti guerrieri caduti in disgrazia o propriamente malvagi a riemergere dalle tenebre per schierarsi dalla giusta parte. Tra questi, meritano un posto in primo piano le temibili condottiere Xena e Morrigan che, dapprima nemiche acerrime di Hercules, ne diventeranno alleate e soprattutto amanti, ma si vedranno entrambe costrette a separarsi da lui per riparare ai torti fatti da parte loro. Tutto ciò è apprezzato da suo padre Zeus che lo ammira e lo ritiene degno dell'Olimpo: infatti, alla morte di sua madre, ritiene opportuno portarlo con sé sul trono degli dei. Pur avendo in un primo momento accettato, Hercules, in seguito a uno scontro con Giunone, rinuncerà al suo posto e tornerà sulla Terra accanto ai suoi amici e a ciò che ama e rispetta di più, l'umanità.

### Iolao
Iolao è uno dei personaggi principali della serie televisiva. Il personaggio è approssimativamente basato sulla figura dell'eroe ed è il nipote di Hercules. A differenza della serie spin-off Xena - Principessa guerriera in cui Olimpia segue Xena in ogni avventura, Iolao non compare sempre al fianco di Hercules, ma non per questo è meno importante: infatti in alcuni episodi è addirittura lui stesso il protagonista e Hercules compare soltanto all'inizio e alla fine o, in un paio di occasioni, è del tutto assente. Iolao è il miglior amico di Hercules e l'ha accompagnato innumerevoli volte nelle sue imprese. Egli condivide la maggior parte delle avventure dell'amico essendo più di una spalla e molto più di un semplice aiuto per lui: non sono rare le volte in cui Hercules riesce nelle sue imprese proprio grazie all'aiuto di Iolao. I due amici vivono quasi in simbiosi e sono diventati amici fraterni. I due in varie puntate confermano la loro parentela di zio e nipote. In alcune occasioni è però accaduto che Iolao, sentendosi troppo l'"ombra di Hercules" si sia allontanato per un periodo dall'amico per poi riunirvisi. Ci sono state alcune occasioni in cui il loro legame fraterno si è quasi rotto: un esempio può essere portato dall'occasione in cui Iolao s'innamora della spietata condottiera Xena da cui si lascia fuorviare: in tale occasione Hercules tenterà di aprirgli gli occhi e riuscirà a farlo rinsavire solo dopo un terribile duello tra i due eroi. Insieme a Hercules è uno dei pochi a comprendere la vera natura degli dei e a non temerli nonostante lui sia un umano come tutti gli altri e si oppone loro combattendo molte volte a fianco dell'amico contro Giunone e  Marte; alle volte egli ha anche alcune simpatiche discussioni con Venere. Il personaggio di Iolao assumerà un'importanza primaria nell'ascesa di Dahak: recatosi con Hercules in Babilonia, rimarrà ucciso per salvare la sua amata Nebula e ciò dà inizio a ciò che i due eroi si erano prefissati d'impedire ovvero la venuta di Dahak, un essere spietato che, impossessatosi del corpo dello stesso Iolao perpetrerà stragi in ogni dove per essere fermato da Hercules proprio in Grecia; spiritualmente l'amico aiuterà l'eroe anche questa volta ma esce di scena in quanto ha concluso il suo compito. Verrà "sostituito" da una sua versione parallela, ovvero il giullare del sovrano del mondo parallelo che Hercules riuscirà a salvare e porterà con sé come nuovo amico; anche questo "sostituto" lascerà l'amico Hercules per l'amore di una sirena. A questo punto però ritorna in scena il vecchio Iolao, che, nell'aldilà, è stato nominato paladino della Luce; siccome però la Luce ha deciso di distruggere l'umanità per la sua crudeltà, egli fugge e torna nel mondo dei vivi per aiutare Hercules a scongiurare questa minaccia. L'amicizia che Hercules dimostra nei confronti di Iolao e il suo rispetto verso gli umani ancora degni di onore, convincono Mileto (l'arcangelo Michele), esecutore della Luce, a risparmiare l'umanità e decide di rimandare Iolao sulla Terra.

## Cast
- Hercules (Kevin Sorbo, con Ian Bohen come Hercules da giovane)
- Iolao (Michael Hurst, con Dean O'Gorman come Iolao da giovane)
- Apollo (Scott Michaelson)
- Marte (Kevin Smith)
- Venere (Alexandra Tydings)
- Atalanta (Corinna Everson)
- Autolico (Bruce Campbell)
- Minerva (Paris Jefferson)
- Diana (Rhonda McHardy)
- Giunone (Meg Foster)
- Giove (Roy Dotrice; Peter Vere-Jones; Charles Keating e Anthony Quinn nei 5 film TV)
- Alcmena (Elizabeth Hawthorne, Liddy Holloway)
- Deianira (Tawny Kitaen)
- Selene (Sam Jenkins e Kara Zediker)
- Giasone (Jeffrey Thomas con Chris Conrad come young Giasone)
- Strife (Joel Tobeck)
- Deimos (Joel Tobeck)
- Callisto (Hudson Leick)
- Nemesi (Karen Witter; Teresa Hill; Kimberley Joseph)
- FalaFel (Paul Norell)
- Discordia (Meighan Desmond)
- Nebula (Gina Torres)
- Morrigan (Tamara Gorski)
- Dahak (Michael Hurst, e Mark Newnham)
- Xena (Lucy Lawless)
- Olimpia (Renée O'Connor)
- Corilo (Ted Raimi)
- Salmoneo (Robert Trebor).

## Trasmissioni internazionali
- In Brasile, lo show è stato precedentemente trasmesso da SBT, poi rimandato in onda da Rede Record.
- In Francia, lo show è andato in onda su TF1.
- Nel Regno Unito, lo show è stato mandato in onda da Sky, che mandò in onda anche Xena - Principessa guerriera. Lo show è stato poi mandato in onda da Channel 5 (che mandò in onda anche Xena - Principessa guerriera), ma la serie non venne trasmessa totalmente. Attualmente lo show viene trasmesso da Bravo 2.
- In Egitto, lo show è stato precedentemente trasmesso da El Kana Thania (Channel 2) e venne trasmesso nuovamente per l'enorme successo.
- In Svezia, lo show venne trasmesso con Xena - Principessa guerriera da TV3.
- In Polonia, lo show è stato trasmesso su TV4 e AXN.
- Nella Repubblica Dominicana, lo show è stato trasmesso con Xena - Principessa guerriera su Telesistema 11 e Coral 39.
- In Grecia, lo show è stato trasmesso con Xena - Principessa guerriera su Star Channel.
- In Malaysia, lo show è stato trasmesso con Xena - Principessa guerriera su ntv7 nel 1999.
- In Turchia, lo show è stato trasmesso con Xena - Principessa guerriera su Kanal D.

## DVD realizzati
| Nome DVD   | Ep # | Uscita          | Uscita | Note                      |
| ---------- | ---- | --------------- | ------ | ------------------------- |
| Stagione 1 | 18   | 24 giugno 2003  |        | Include i 5 film del 1994 |
| Stagione 2 | 24   | 21 ottobre 2003 |        |                           |
| Stagione 3 | 22   | 23 marzo 2004   |        |                           |
| Stagione 4 | 22   | 13 luglio 2004  |        |                           |
| Stagione 5 | 22   | 11 gennaio 2005 |        |                           |
| Stagione 6 | 8    | 12 luglio 2005  |        |                           |